# Ormlångenskogen
Ormlångenskogen är ett naturreservat i Finspångs kommun i Östergötlands län.
Området är naturskyddat sedan 2017 och är 79 hektar stort. Reservatet omfattar vatten, öar och fastland i nordöstra delen av Ormlången. Reservatet består av barrskog där gran dominerar och lövträd utmed vatten.